# Anthony Giovacchini
Anthony Giovacchini (Salt Lake City, 9 settembre 1979) è un ex cestista statunitense con cittadinanza italiana.